# Лесхоз (Ростовская область)
Лесхо́з — хутор в Зерноградском районе Ростовской области России.
Входит в состав Красноармейского сельского поселения.

## Население
| 2010 |
| ---- |
| 18   |

## Улицы
На хуторе имеется одна улица: Лесная.